# دانشگاه ایالتی اوریول
دانشگاه ایالتی اوریول (به لاتین: Oryol State University) یک دانشگاه و مؤسسه آموزشی در روسیه است که در اریول واقع شده‌است.